# Salmi penitenziali

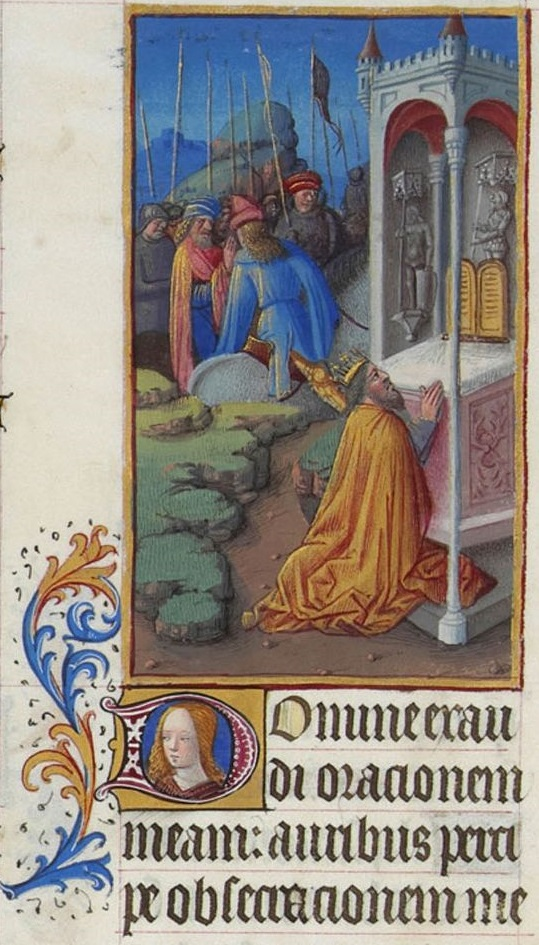
Incipit del Salmo 143 in una miniatura del 1485-1486

Con l'espressione Salmi penitenziali, dal VII secolo, si sono indicati i salmi 6, 32, 38, 51, 102, 130, e 143 (6, 31, 37, 50, 101, 129 e 142 nella numerazione dei Settanta).
Nel loro contenuto questi salmi esprimono generalmente pentimento e per questo motivo sono stati chiamati così.
I salmi penitenziali sono stati selezionati per primo da Sant'Agostino e l'appellativo di penitenziale è stato dapprima riferito al solo salmo 51.
I salmi penitenziali hanno ispirato molto i musicisti durante i secoli.
Con bolla Supremi omnipotentis Dei dell'11 marzo 1572, papa San Pio V concesse l'indulgenza di 50 giorni per chi recita i salmi penitenziali.